# Стебельчастоокі
Стебельчастоокі (Stylommatophora) — ряд черевоногих молюсків (Gastropoda). Включає близько 30 тисяч видів, всі з яких є наземними молюсками. 